# Шпала

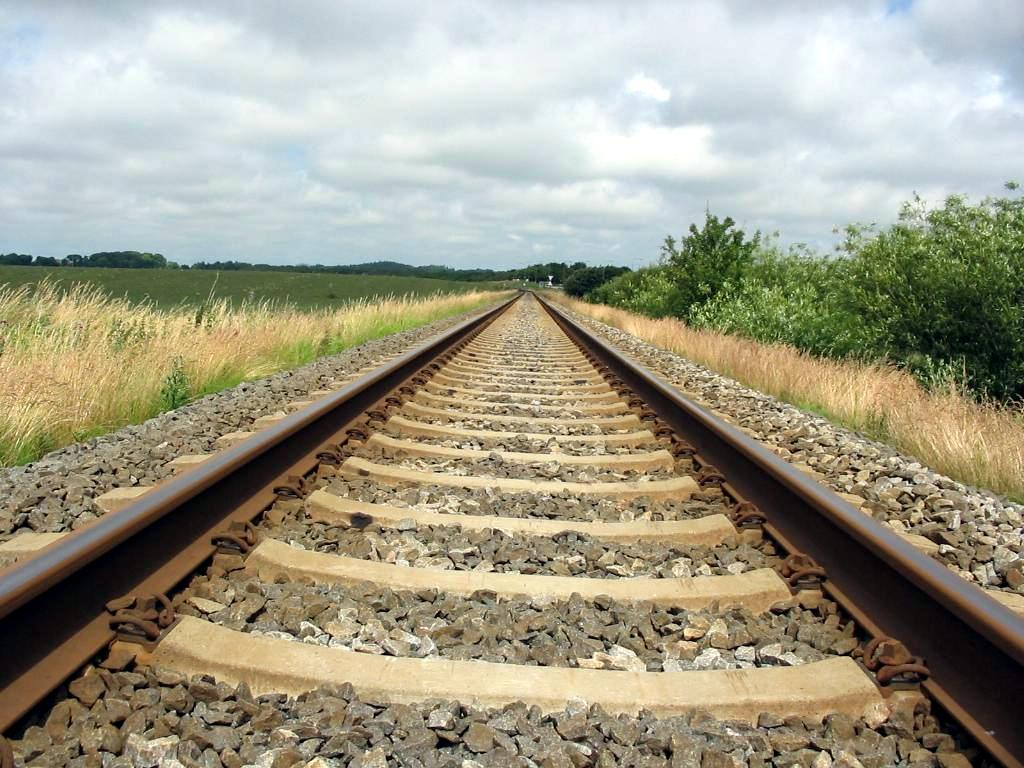
Железобетонные шпалы

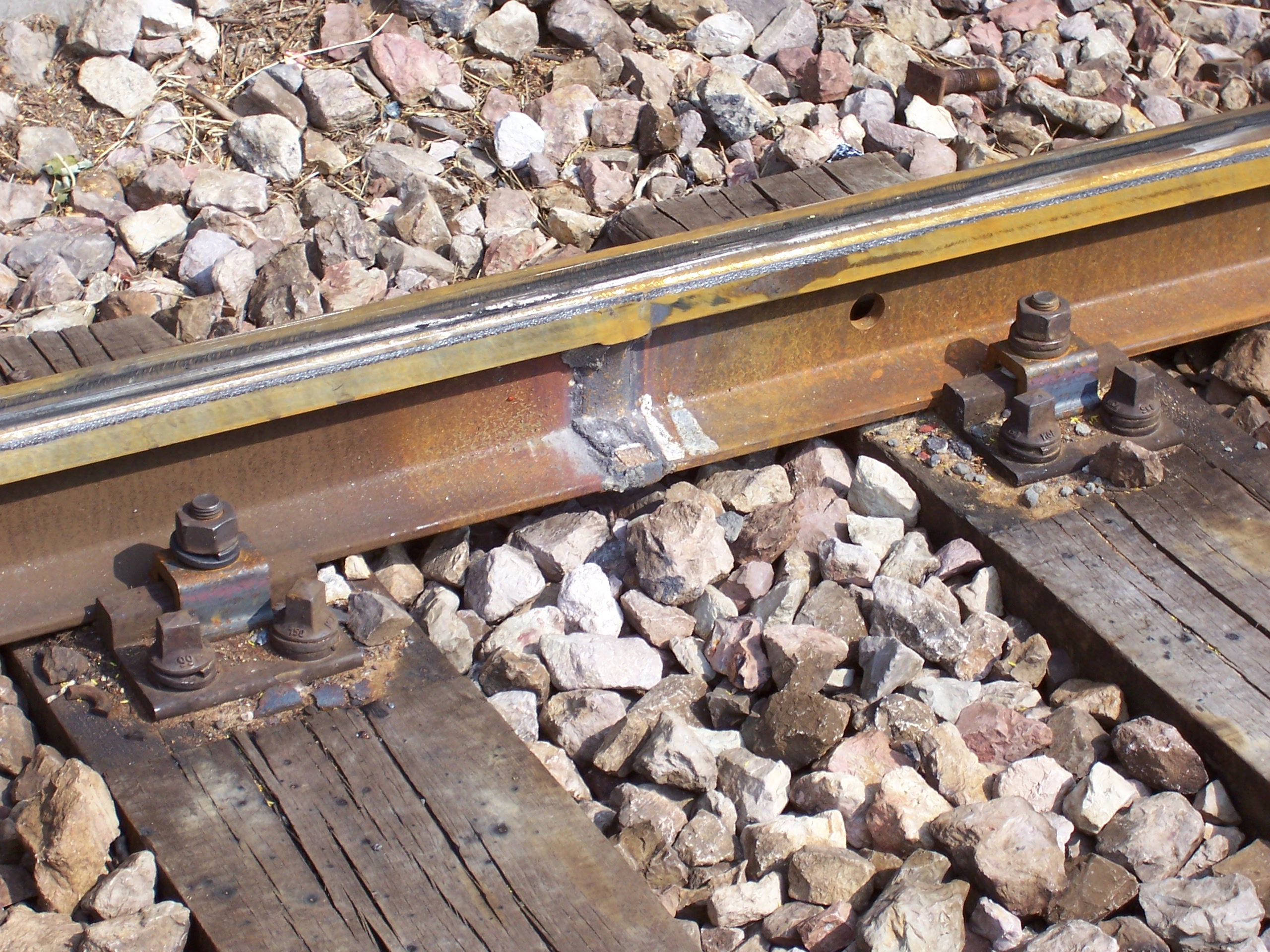
Один из вариантов крепления рельсов к деревянным шпалам (КД) с помощью глухаря (путевого шурупа)

Шпа́ла (нидерл. spalk — подпорка) — опора для рельсов в виде брусьев или железобетонных изделий. В железнодорожном пути шпалы обычно укладываются на балластный слой верхнего строения пути и обеспечивают неизменность взаимного расположения рельсовых нитей, воспринимают давление непосредственно от рельсов или от промежуточных скреплений и передают его на подшпальное основание (обычно — балластный слой, в метрополитене — бетонное основание).
При прокладке железной дороги Ливерпуль — Манчестер (англ. Liverpool and Manchester Railway) использовались каменные плиты, служившие основанием для укладки рельсов. Позже появились деревянные шпалы, а затем и другие типы шпал; причём именно дерево длительное время являлось наиболее распространённым материалом для шпал.

## Деревянные шпалы

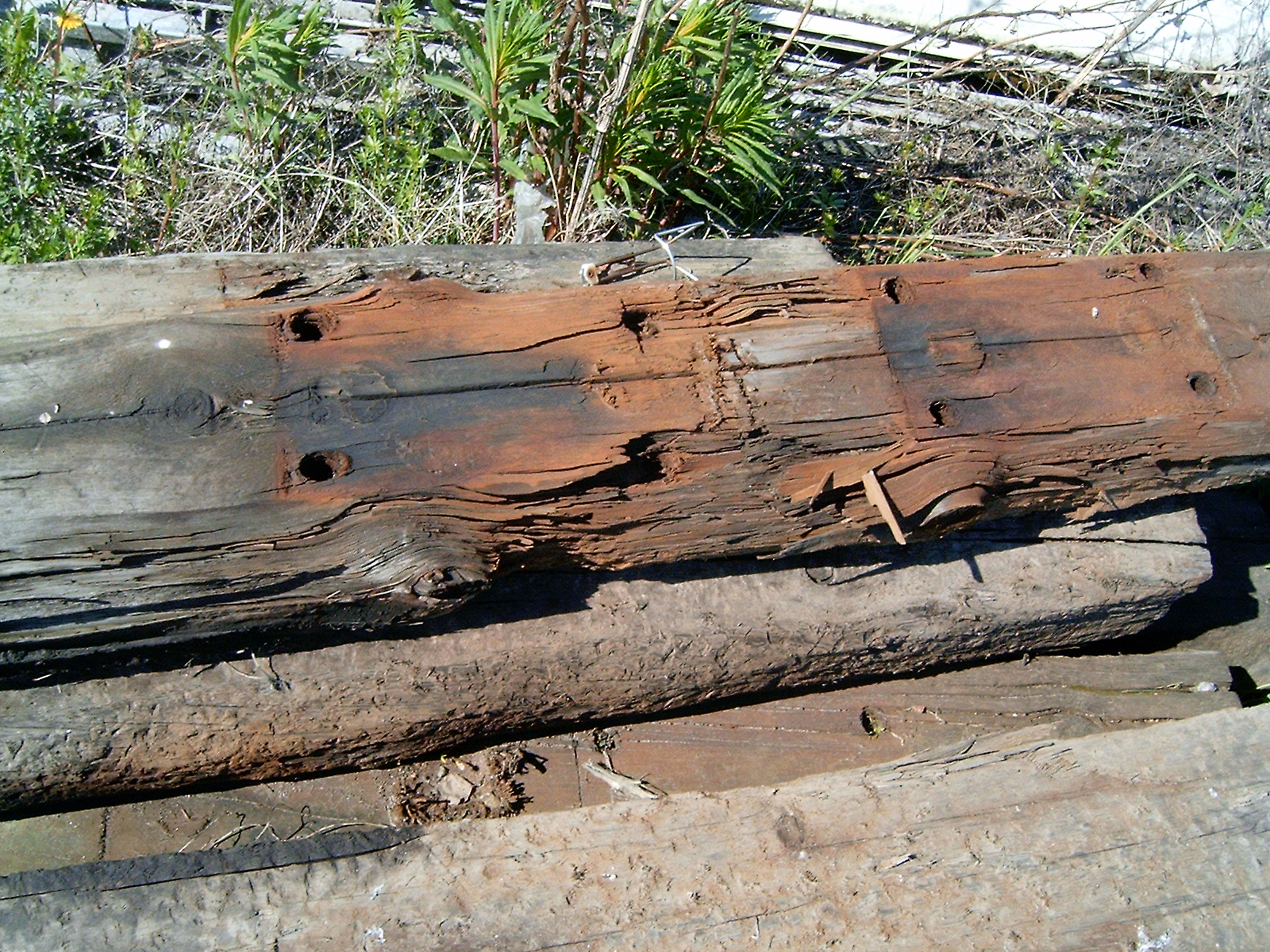
Бывшие в использовании деревянные шпалы

Порода древесины для шпал может быть разная (например, красный клён или эвкалипт), в некоторых странах предпочитают дуб, а в некоторых, в силу экономических причин, древесину хвойных пород, преимущественно сосну, хотя такие шпалы более подвержены износу. Для предотвращения гниения шпалы пропитывают антисептиками, чаще всего креозотом.
Деревянные шпалы обладают многими достоинствами: упругостью, лёгкостью обработки, высокими диэлектрическими свойствами, хорошим сцеплением с щебёночным балластом, малой чувствительностью к колебаниям температуры. Важнейшим свойством является возможность уширения рельсовой колеи в кривых радиусом менее 350 м.
Срок службы деревянных шпал (в зависимости от типа древесины, внешних условий и интенсивности эксплуатации) составляет от семи до сорока лет. Деревянные шпалы в России изготавливают преимущественно из сосны, а также из ели, пихты, сибирского кедра, хотя ранее проводились эксперименты по изготовлению шпал из дуба, лиственницы. Основная проблема деревянных шпал — тенденция их загнивания в местах крепления к ним рельсов, и проблема с дальнейшей их утилизацией.
Деревянные шпалы изготавливаются по ГОСТ 78-2004.
- Шпала 1 типа, пропитанная — используется для главных путей
- Шпала 2 типа, пропитанная — используется для подъездных и станционных путей

Шпалы из дерева подразделяются на три вида:
1. обрезные (отёсанные со всех четырёх сторон);
2. полуобрезные (отёсанные только с трёх сторон);
3. необрезные (отёсанные только сверху и снизу).

Ранее для тёски шпал применялся топор-дексель (тесло).

### Пропитка деревянных шпал
Пропитка шпал осуществляется каменноугольными маслами, креозотом, либо антисептиками ЖТК для пропитки железнодорожных шпал. В настоящее время в России пропитка осуществляется методом «вакуум-давление-вакуум», этот метод нормирован ГОСТ.

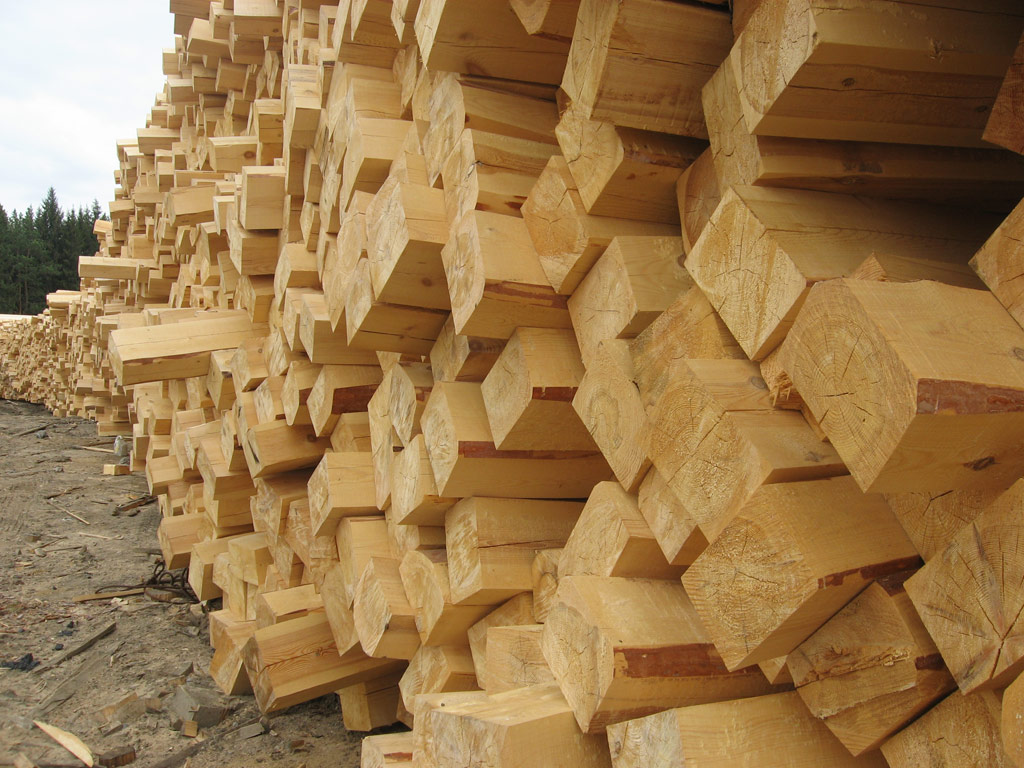
Шпалы до пропитки
Крышка автоклава
Пропитанные шпалы
Вагон, загруженный пропитанными шпалами

Для пропитки шпал производители используют комплекс оборудования: автоклавы, сушильные камеры, котлы-парообразователи и пр.
Пропитка древесины методом «вакуум-давление-вакуум» обеспечивает наиболее глубокое проникновение защитного средства и применяется для пропитки древесины, эксплуатируемых в тяжёлых условиях: шпал, опор ЛЭП, связи, свай, мостов и др. Древесина должна быть сухой или подсушенной непосредственно перед пропиткой в том же автоклаве.

## Железобетонные шпалы

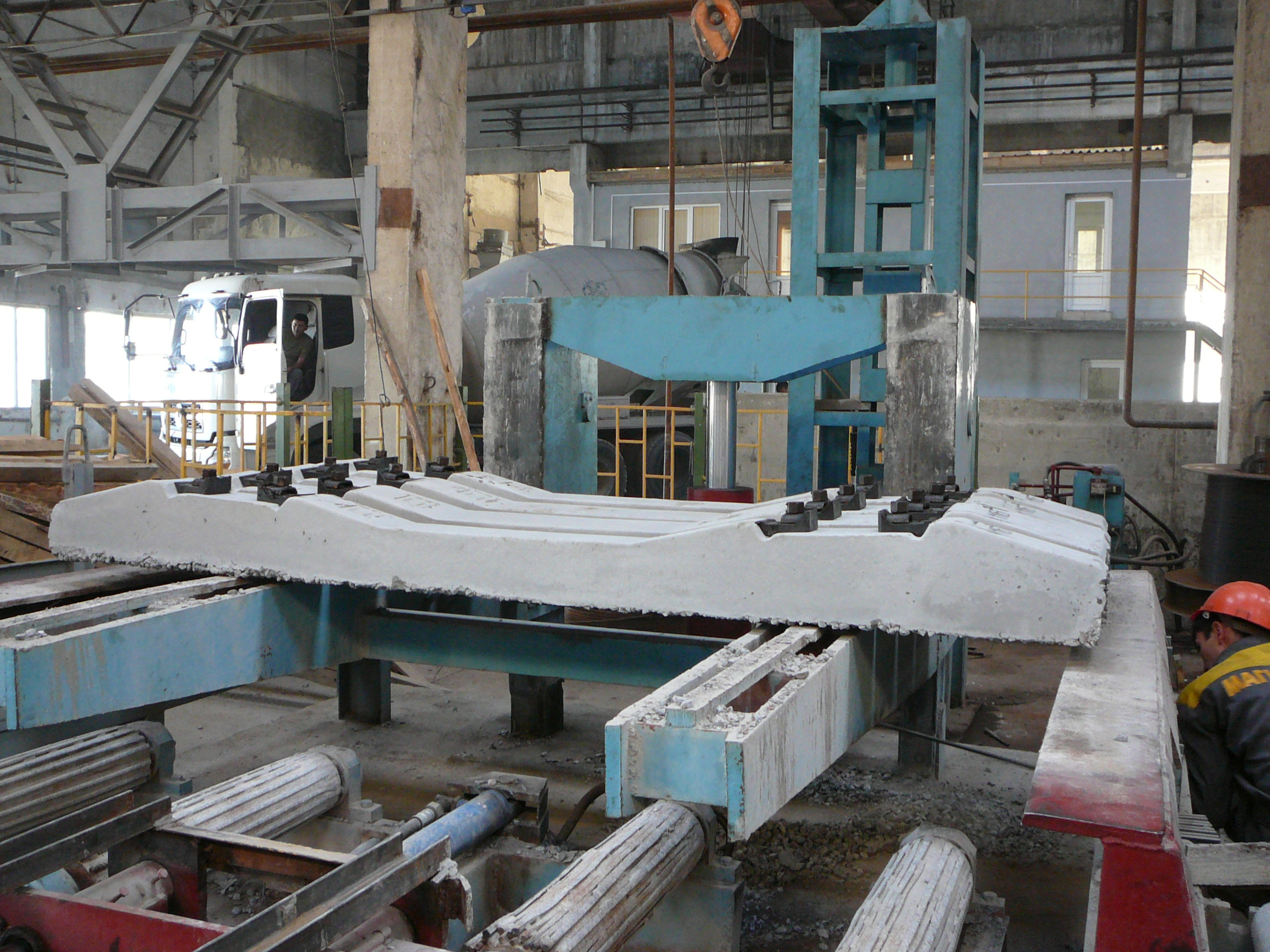
Железобетонные шпалы после выемки из формы.

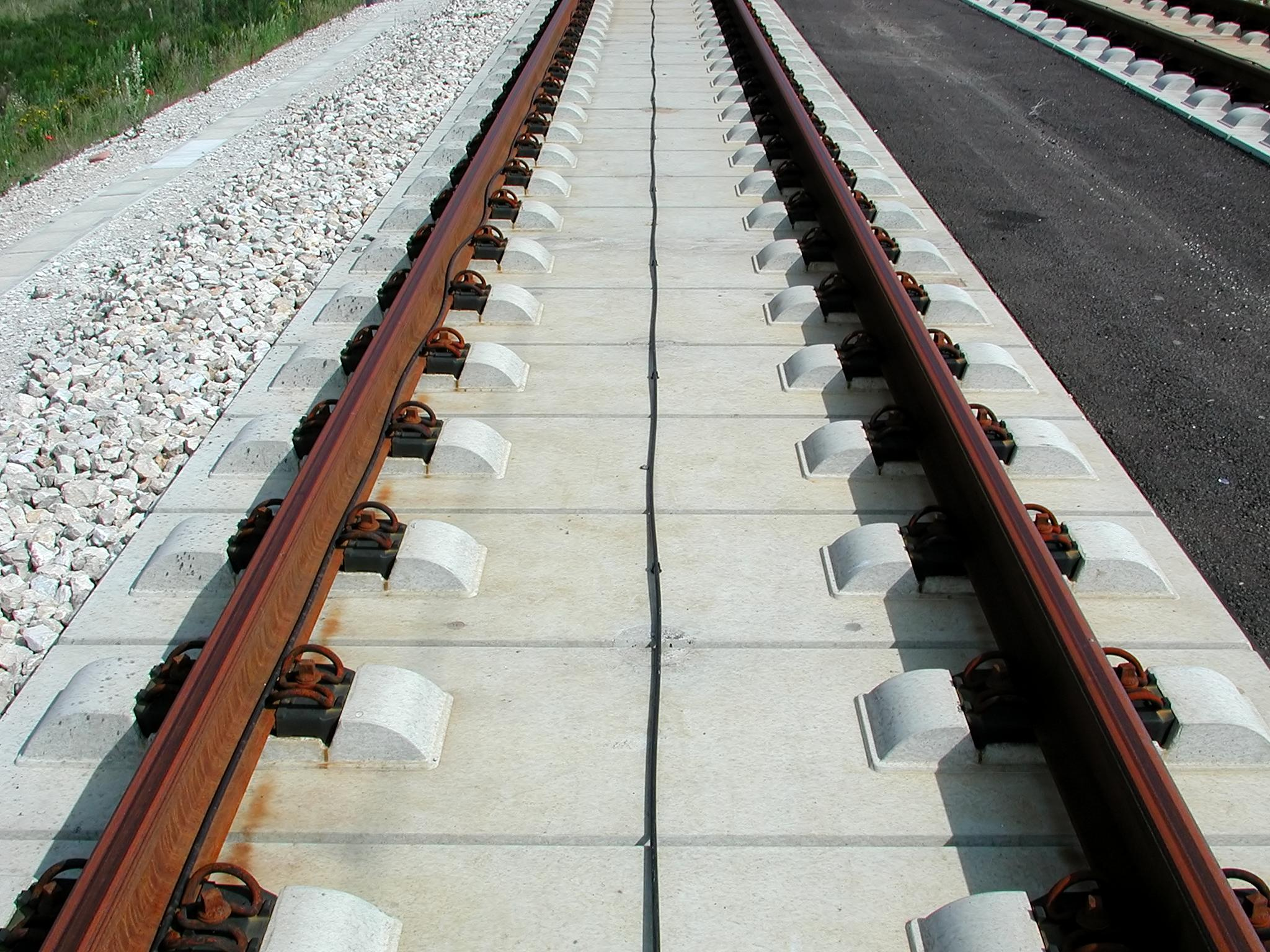
В некоторых случаях вместо шпал применяются сплошные блочные основания в виде плит или рам, выполненные из железобетона или металла

С 1970-х годов в СССР приобрели популярность шпалы из напряжённого железобетона, особенно удачным их использование оказалось на бесстыковом пути.
Железобетонные шпалы представляют собой железобетонные балки переменного сечения. На таких балках имеются площадки для установки рельсов, а также отверстия под болты рельсошпального скрепления (при забивании в отверстия деревянных пробок используются также костыльные и шурупные соединения). Железобетонные шпалы изготавливаются с предварительным натяжением арматуры. Технология изготовления железобетонных шпал следующая: в специальную форму помещаются струны арматуры, которым придаётся натяжение (в зависимости от назначения шпалы, обычно 180 атмосфер), форма заполняется бетоном и уплотняется вибрацией. Затем форма разбирается, отправляется в пропарочную камеру, где бетон затвердевает, после чего напряжение со струн передают на бетон и форма переворачивается (кантуется). Такой способ изготовления шпал придаёт им упругость и предохраняет шпалу от раскола под подвижным составом.
Достоинства железобетонных шпал: практически неограниченный срок службы вследствие высокой механической прочности и неподверженности гниению, что обуславливает возможность повторного использования шпал, а также использования на грузонапряжённых участках пути. Недостатки: недостаточная жёсткость, большая стоимость и вес, возможность усталостного разрушения бетона.
Для скрепления рельсы и железобетонной шпалы в последнее время все чаще используют анкерное соединение.

## Стальные шпалы

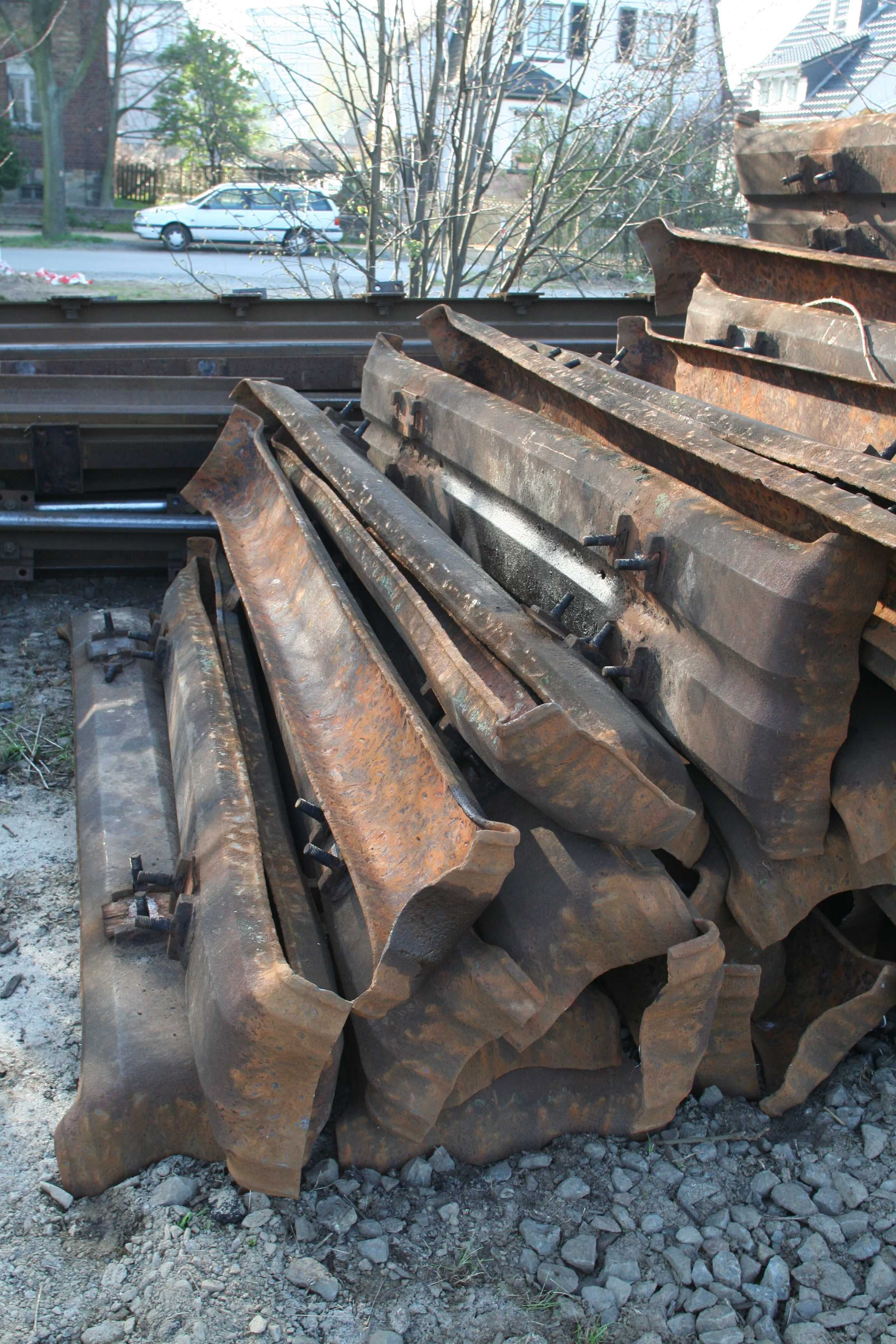
Стальные шпалы

Стальные шпалы из гнутого стального профиля, являются относительно лёгкими по весу. Такие шпалы иногда используются для временных подъездных путей, на ветках промышленных предприятий. Их преимущество в том, что они не подвержены гниению и атакам насекомых, хорошо сохраняют ширину колеи, но при этом большим недостатком является подверженность коррозии.
Стальные шпалы используются на железных дорогах Марокко, Алжира. Как известно, в этих странах очень сухой климат (даже на побережьях). В Саудовской Аравии, где стальные шпалы также имеют широкое применение, основной причиной их использования стало постоянное воровство деревянных шпал бедуинами, которые используют их как топливо.
Металлические шпалы применяются также в доменном и сталеплавильном производстве на тех участках, где из-за высоких температур деревянные шпалы горят, а в железобетонных шпалах происходит расслоение бетона. Кроме того, металлические шпалы позволяют устраивать верхнее строение пути при повышенных нагрузках на ось подвижного состава — до 60 тонн (нагрузки на ось подвижного состава РЖД до 25 т).
В России стальные шпалы на железнодорожной сети общего пользования применены только на некоторых участках Калининградской железной дороги.

## Шпалы из пластика

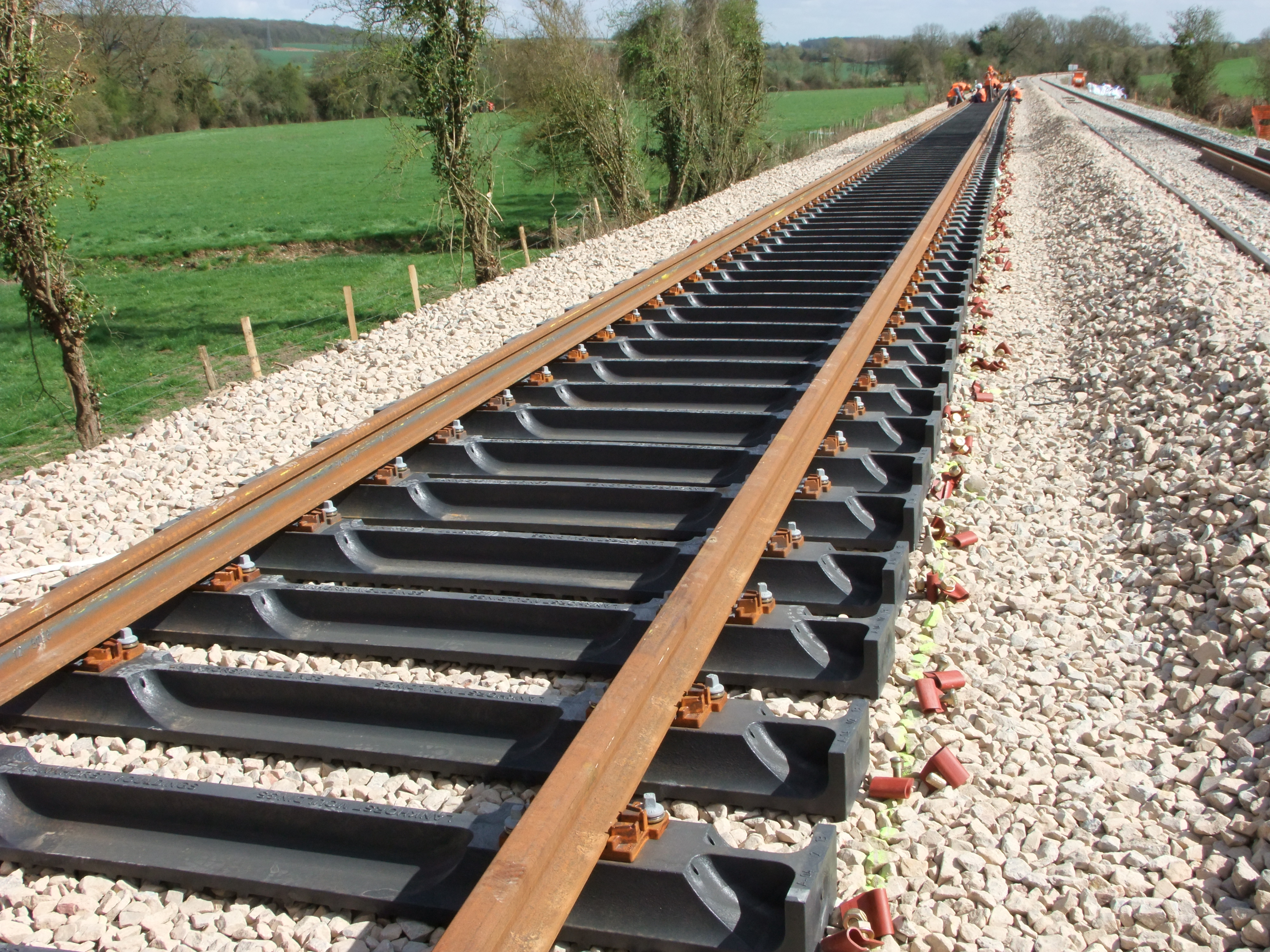
Пластиковые гибридные шпалы KLP

С 1990-х годов на некоторых скоростных железных дорогах Японии начали укладывать пластиковые шпалы.

## Характеристика шпал, укладка шпал

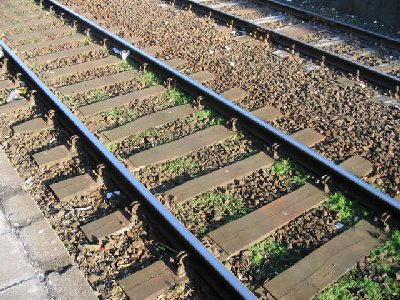
Путь на деревянных шпалах

Длина шпал зависит от ширины колеи. В России применяют железобетонные шпалы длиной 270 сантиметров и деревянные длиной 275, 280 или 300 сантиметров. Под стрелочными переводами укладывают длинные разновидности шпал — стрелочные брусья, длина которых доходит до длины двух шпал.
Для европейской колеи 1435 мм длина шпал обычно составляет 260 сантиметров. Для индийской колеи 1676 мм длина шпал, что интересно, составляет 275 сантиметров, так же как и в России, несмотря на разницу в ширине колеи в 156 мм.
В некоторых случаях взамен шпал применяются сплошные блочные основания в виде плит или рам, выполненные из железобетона или металла.
Количество шпал на один километр железнодорожного пути называется эпюрой укладки шпал. Это значение в разных странах колеблется от 1000 до 2200 шпал на км. Стандартные значения для России 2000, 1840, 1600 либо 1440 шпал на километр. В основном применяется эпюра 1840 шт/км (46 шпал на 25 метров) на прямых участках и 2000 шт/км в кривых. На деревянные шпалы расходуется очень много леса, но они, в отличие от железобетонных, лучше смягчают тряску; чаще всего применяются для трамвайных путей.

## Шпалы в метрополитене
В Московском метрополитене на закрытых участках пути применяются брусковые шпалы из соснового дерева I и II типов, пропитанные креозотом. На открытых участках линий применяются железобетонные шпалы. Длина шпал 170 см, поперечное сечение — 16×25 сантиметров. На стрелочных переводах применяются брусья длиной от 270 до 675 см. На станциях применяются так называемые «шпальные коротыши» длиной 90—100 см, для создания жёлоба безопасности.
В первой очереди метро на прямом участке пути укладывалось на 1 километр 1600 шпал, на кривом 1760, со второй по пятую очередь было увеличено количество шпал, составившее соответственно 1680 и 1840. При строительстве наземной части Филёвской линии - число шпал было ещё увеличено, и составило соответственно 1840 и 2000.